# Сен-Мартен, Лоран
Лоран Сен-Мартен (фр. Laurent Saint-Martin; род. 22 июня 1985, Тулуза) — французский политический и государственный деятель, член партии «Возрождение», министр при премьер-министре по делам бюджета и общественных счетов (2024).

## Биография
Родился 22 июня 1985 года в Тулузе, учился там же в лицее Бельвю. В 2005 году поступил в Высшую школу коммерческих исследований департамента Нор и в 2009 году окончил её со степенью магистра финансов.
Работал в нескольких компаниях — Oséo, BPI France, Euronext. В 2009—2012 годах состоял в Социалистической партии (дядя Сен-Мартена, брат его матери Клод Рейналь — сенатор-социалист от департамента Верхняя Гаронна и бывший мэр города Турнефёй).
В 2017 году Сен-Мартен в качестве кандидата макронистской коалиции «Вперёд» пошёл на парламентские выборы в 3-м округе департамента Валь-де-Марн и с результатом 51,64 % победил во втором туре представителя партии «Республиканцы» Дидье Гонсалеса. По итогам выборов 2022 года вновь во втором туре голосования уступил свой мандат Луи Бойяру, поддержанному левым блоком NUPES.
27 июня 2021 года возглавил независимый гражданский список на региональных выборах в Иль-де-Франс и добился четвёртого места для своего блока — он получил 9,62 % голосов, что обеспечило ему 15 депутатских мест в региональном совете. Победа досталась правоцентристам Валери Пекресс — (45,92 % голосов 125 мест); левые во главе с Жюльеном Байу добились результата 33,68 % (53 места), а националисты Жордана Барделлы — 10,79 % (16 мест).
21 сентября 2024 года получил портфель министра при премьер-министре по делам бюджета и общественных счетов в правительстве Барнье, сформированном после досрочных выборов.
23 декабря 2024 года при формировании правительства Байру назначен министром-делегатом внешней торговли и французов за рубежом при министре по делам Европы и иностранных дел.